# Kanō Hōgai

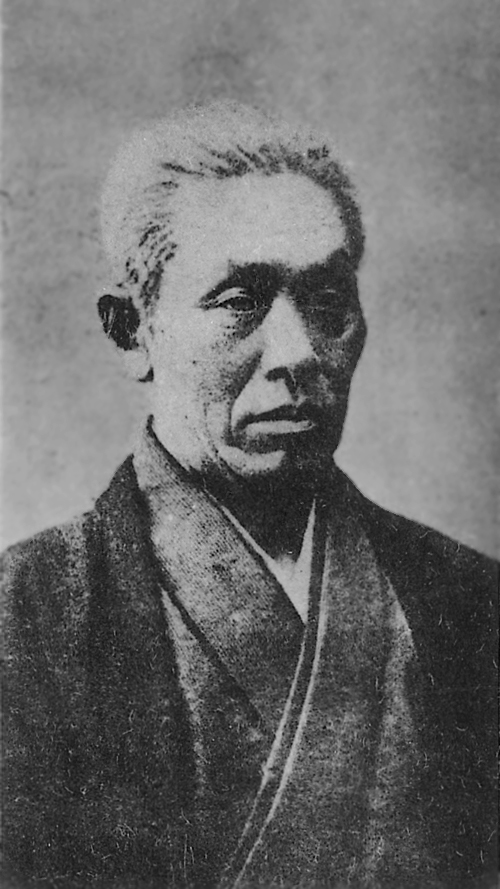
Kanō Hōgai

Barmherzige Kannon (悲母観音, Hibo Kannon), 1888.

Kanō Hōgai (japanisch 狩野 芳崖; geb. 27. Februar 1828, gest. 5. November 1888; eigentlicher Name Kōtarō (幸太郎)) war einer der letzten japanischer Maler der Kanō-Schule. Er trug wesentlich zur Entwicklung der Malerei im Nihonga-Stil bei.

## Leben und Wirken
Hōgai wurde in Yamaguchi als Sohn des Malers Kanō Seiko geboren, der ein Schüler des Kanō Isen’in Naganobu (1775–1828) gewesen war und dann dem Mōri-Klan als offizieller Maler diente. 
Hōgai kam 1854 nach Edo und besuchte die Kobikichō-Schule und studierte unter Kanō Shōsen’in Masanobu (狩野 勝川院 正信; 1823–1880). Er malte dann unter dem Künstlernamen Shōkai (勝海), bis die Unruhen vor der Meiji-Restauration das Malen unmöglich machten. In den zehn Jahren nach 1868, als alle Kanō-Schulen ihre Privilegien verloren, schlug sich Hōgai durch mit Vorzeichnungen zu Dekorationen auf Porzellan und Lackarbeiten. 1882 und 1884 war er mit Landschaften auf der „Innerjapanischen Kunstförderausstellung“ (内国絵画共進会, Naikoku kaiga kyōshinkai)  zu sehen. Ernest Fenollosa suchte ihn zusammen mit Okakura Tenshin auf, um ihn für die Weiterentwicklung der Malerei der Kanō-Schule zu gewinnen. Zusammen mit Hashimoto Gahō gründeten sie die „Bildbetrachtungsgesellschaft“  (鑑画会, Kangakai). Hōgai war dann auch an den Vorbereitungen zur Gründung einer staatlichen Hochschule für Kunst beteiligt, starb aber vor deren Gründung 1889. 
Wie dann auch Hashimoto integrierte Hōga Westliches in seine Malerei, wie die bis dahin in Japan unübliche Perspektive und Schattierung. Er beschäftigte sich neben Landschaftsmalerei auch mit buddhistischen Themen, benutze dabei gelegentlich kräftige Farben.

## Bilder

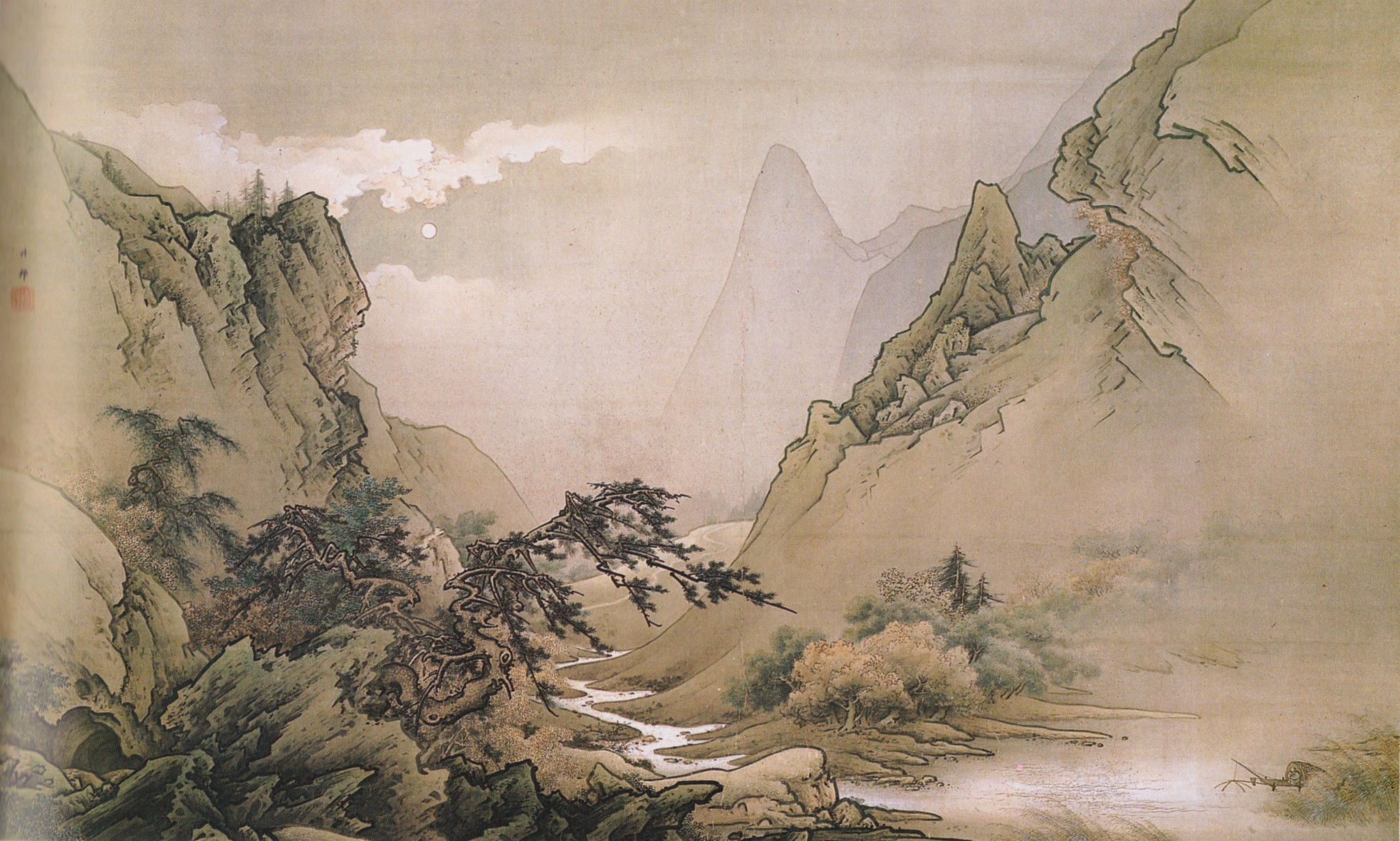
Landschaft
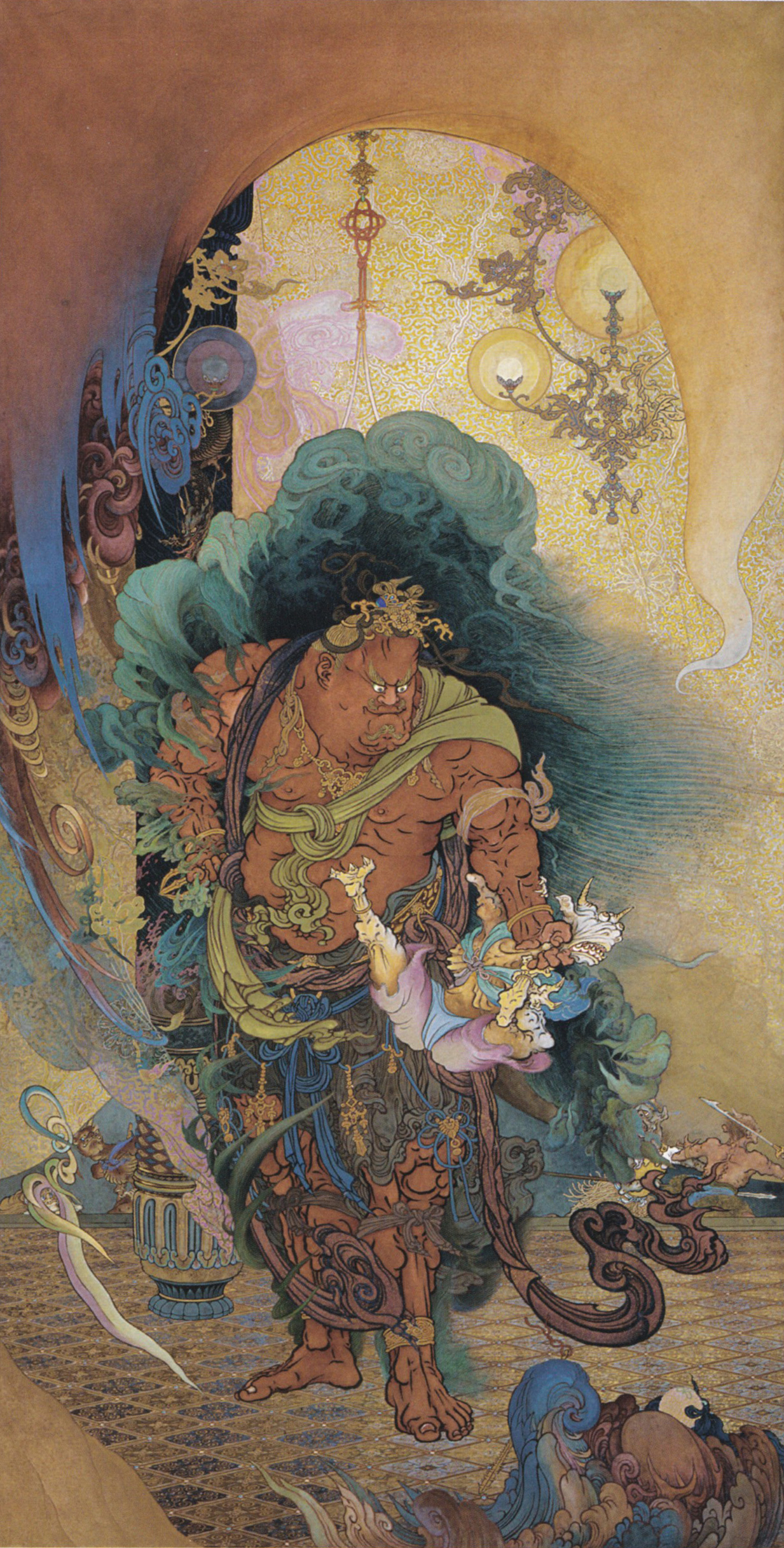
Tempelwächter
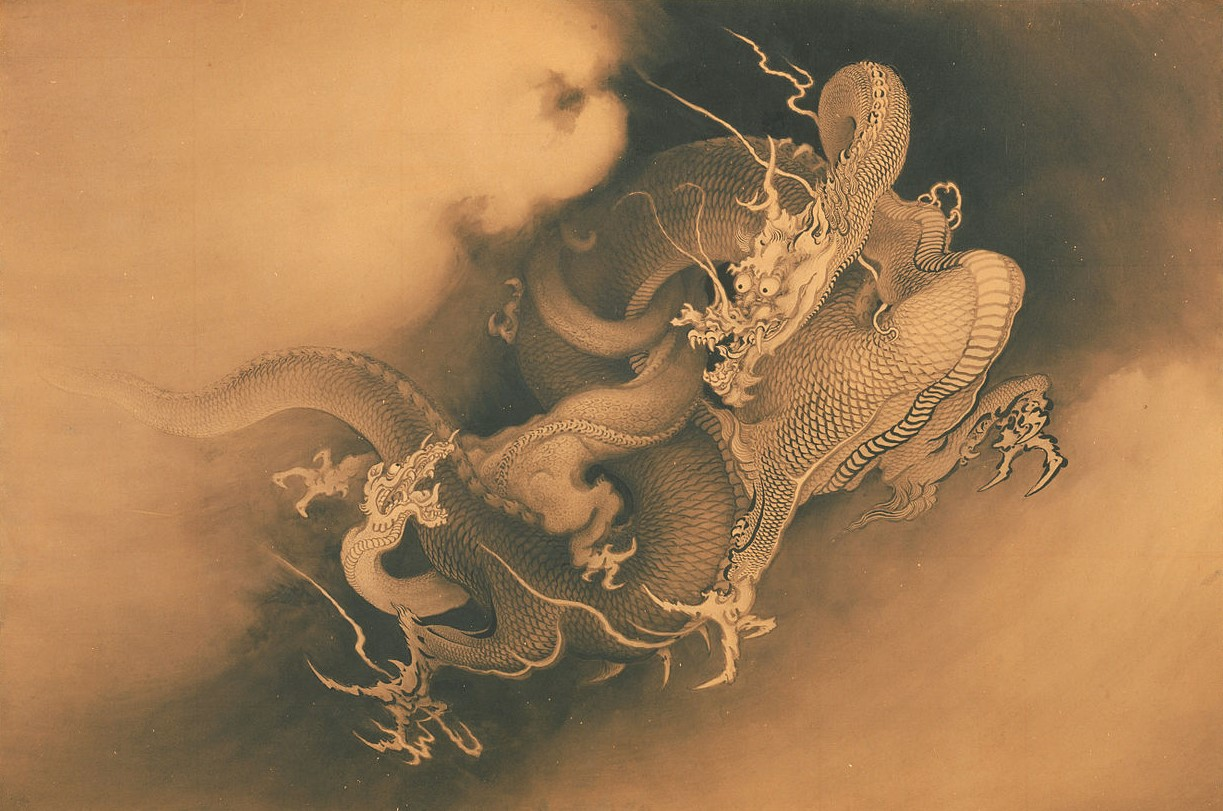
Drachen
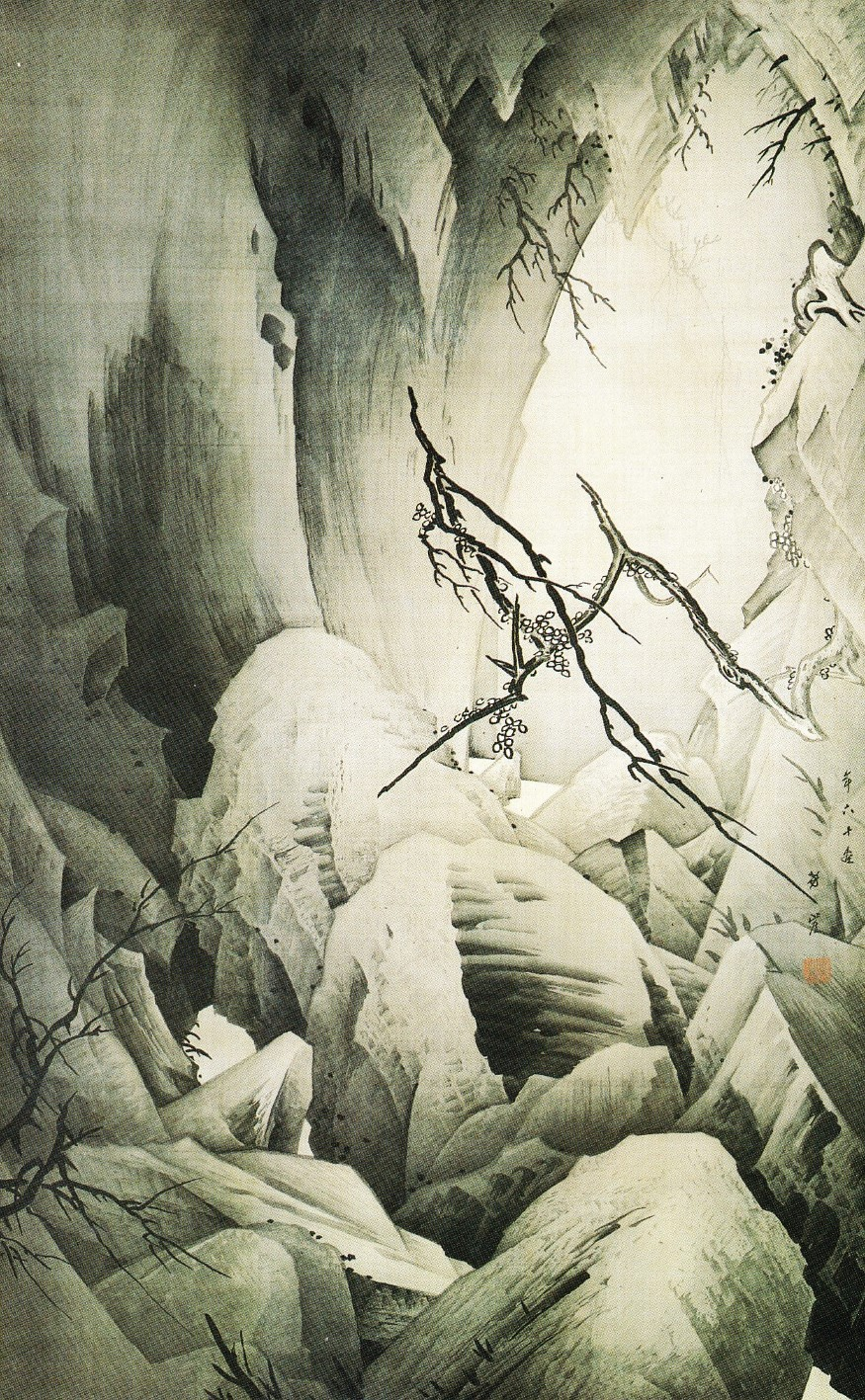
Felsenlandschaft
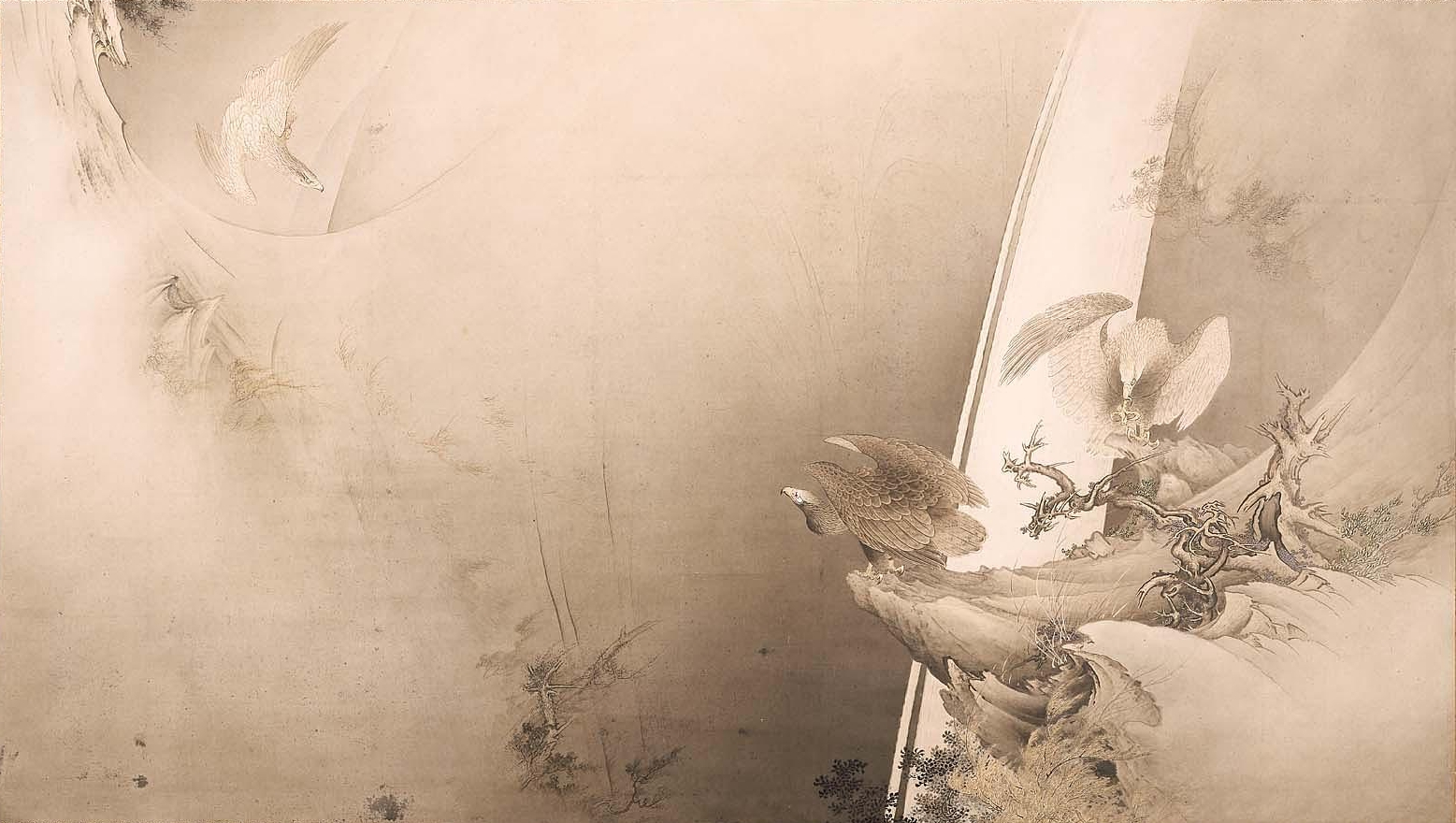
Adler

## Weblink
| Personendaten    | Personendaten                                                                                |
| ---------------- | -------------------------------------------------------------------------------------------- |
| NAME             | Kanō, Hōgai                                                                                  |
| ALTERNATIVNAMEN  | 狩野芳崖 (japanisch); 狩野幸太郎 (wirklicher Name, japanisch); Kanō Kōtarō (wirklicher Name) |
| KURZBESCHREIBUNG | japanischer Maler                                                                            |
| GEBURTSDATUM     | 27. Februar 1828                                                                             |
| STERBEDATUM      | 5. November 1888                                                                             |